# Prokatedrála

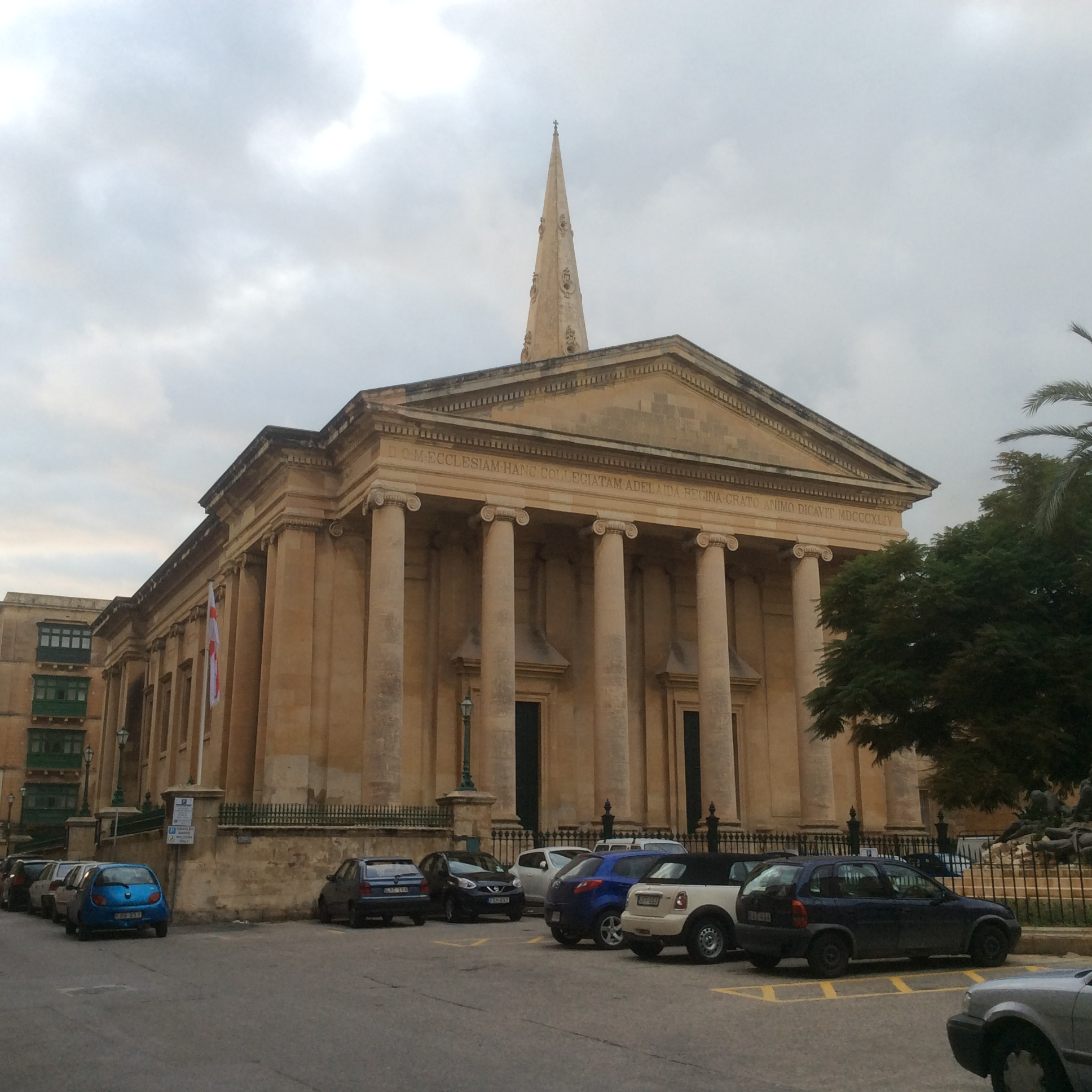
prokatedrála sv. Pavla na Maltě

Prokatedrála („prozatímní katedrála“) je farní kostel, který dočasně slouží jako katedrála nebo konkatedrála diecéze nebo má stejnou funkci v katolické misijní jurisdikci, která ještě nemá nárok na vlastní katedrálu, jako je apoštolská prefektura nebo apoštolská administratura.
Odlišuje se od protokatedrály (historicky první katedrály), což je v římskokatolické církvi termín pro bývalou katedrálu, která je obvykle výsledkem přesunu biskupského stolce do jiné (obvykle nové) katedrály ve stejném nebo jiném městě. V širším kontextu lze termín „protokatedrála“ použít pro kostel, který biskup používá předtím, než je určena stálá katedrála (nebo prokatedrála).